# Пашко Василь Любомирович
Васи́ль Любоми́рович Пашко́ (14 жовтня 1982 — 5 серпня 2014) — боєць Добровольчого українського корпусу «Правий сектор», учасник російсько-української війни.

## Життєпис
Народився 1982 року в смт Новий Яричів (Кам'янка-Бузький район, Львівська область). Закінчив новояричівську ЗОШ. навчався у львівському ВПУ № 29; отримав диплом слюсаря з ремонту автомобілів.
1996 року вступив до лав Кам'янко-Бузького загону ВО «Тризуб». Від 2004 року проживав в Італії, працював рятувальником. Коли дізнався про події в Україні, не задумуючись повернувся; брав участь у подіях на Майдані.
Загинув під Амвросіївкою 5 серпня 2014 року від кулі снайпера, затуливши собою 18-річного бійця Нацгвардії і врятувавши йому життя. Смертельного поранення зазнав на дорозі під час засідки терористів; Василя відправили в лікарню, де він прожив ще дві години.
11 серпня 2014 року похований у селищі Новий Яричів
Без Василя лишились мама, батько, бабуся і дві сестри.

## Нагороди та вшанування
- Наказом командира ДУК ПС від 11 березня 2018 року № 99/18 нагороджений відзнакою «Бойовий Хрест Корпусу» (посмертно)[2].
- Указом Президента України № 98/2018 від 6 квітня 2018 року, «за особисту мужність і самовіддані дії, виявлені у захисті державного суверенітету та територіальної цілісності України, зразкове виконання військового обов'язку», нагороджений орденом «За мужність» III ступеня (посмертно)[3].
- його портрет розміщено на меморіалі «Стіна пам'яті полеглих за Україну» в Києві: секція 2, ряд 5, місце 26.
- На будівлі школи в смт Новий Яричів відкрита дошка на честь Василя.
- Вшановується в меморіальному комплексі «Зала пам'яті», в щоденному ранковому церемоніалі 5 серпня[4][5]